# 長冠八哥
長冠八哥 （學名：Leucopsar rothschildi），又名峇里八哥或羅斯柴爾德八哥，是印尼峇里島至今唯一仍然生存的獨有鳥類，現時野生數量不足30隻，是一種極度瀕危的稀有雀鳥。

## 外型特徵
長冠八哥是一種非常美麗的鳥，牠們的腳是灰色，全身的羽毛純白色，在翼和尾部的邊緣長有少許黑色的羽毛，最特別的是在牠們棕色眼睛周圍有一圈圓形的藍色光禿皮膚。牠們最引人注目的特點就是頭部長有絲帶狀的羽冠，並且不論雌鳥雄鳥都有這種「頂飾」。

## 分佈與棲息地
長冠八哥的分佈範圍極為狹窄，只有在印尼峇里島的其中一個小島上可以找到。牠們通常棲息在海岸附近長有長草的草原。

## 習性
牠們通常會聯群結隊活動，但是，在繁殖的季節初(一月至四月)有很強的地域性，會變得非常兇猛來保護自己的地盤。

## 外部連結
- 長冠八哥的圖片及影像 - ARKive